# 나폴레옹 전쟁
나폴레옹 전쟁(Napoleonic Wars, 1803년 ~ 1815년)은 프랑스 제1제국 및 그 동맹국과 영국이 재정 및 군사적으로 주도하는 연합군 사이에서 벌어진 일련의 전쟁이다. 전쟁은 프랑스 혁명과 그 여파로 일어난 프랑스 혁명 전쟁 당시 해결되지 못한 문제들이 원인이 되어 발발했다. 전쟁은 크게 5개 항목으로 분류되는데, 1805년의 제3차 대프랑스 동맹, 1806년부터 1807년까지의 제4차 대프랑스 동맹, 1809년의 제5차 대프랑스 동맹, 1813년의 제6차 대프랑스 동맹, 그리고 1815년의 제7차 대프랑스 동맹으로 구성되어 있다.
1799년 프랑스 통령정부의 첫 통령이었던 나폴레옹은 프랑스 제1공화국을 다스리는 동안 안정적인 재정을 확보하고 강력한 관료체제를 만들었으며 잘 훈련된 군대를 육성했다. 1805년 오스트리아 제국과 러시아 제국은 프랑스를 상대로 전쟁을 재개했고, 나폴레옹은 이에 맞서 1805년 12월 아우스터리츠 전투에서 러시아-오스트리아 연합군을 격파했다. 그러나 바다에서 영국은 1805년 10월 트라팔가르 해전에서 스페인-프랑스 연합함대를 격파해 나폴레옹의 영국 침공 계획을 무산시켰다. 한편 프로이센 왕국은 프랑스의 영향력이 확대되는 것을 우려해 1806년 10월 프랑스와 전쟁을 개시했지만 예나-아우어슈테트 전투에서 패배했고, 1807년 6월 프리틀란트 전투에서 러시아 제국군도 패배시켰다. 이후 틸지트 조약이 체결되었지만, 평화는 오래 가지 못했다. 1809년 전쟁은 재발했고, 바그람 전투에서 연합군은 패배했다.
영국을 경제적으로 고립시키기 위해 대륙봉쇄령을 발표한 나폴레옹은 1808년 이베리아반도를 침공해 스페인의 국왕으로 조제프 보나파르트를 옹립했다. 스페인과 포르투갈은 영국의 지원 하에 봉기했고, 1814년까지 프랑스와 전쟁을 벌인 후 이베리아반도에서 프랑스를 축출했다. 동시에 경제적 타격을 입을 것을 우려한 러시아 제국이 프랑스의 대륙봉쇄령을 따르지 않음으로써 나폴레옹은 1812년 러시아 원정을 감행했다. 그러나 러시아 원정에서 프랑스 대육군이 궤멸된 이후 철수하면서, 이에 힘입은 오스트리아 제국과 프로이센, 러시아 제국은 프랑스를 상대로 새로운 전쟁을 개시했다. 삼국은 1813년 10월 라이프치히 전투에서 나폴레옹을 결정적으로 패배시킨다. 이후 영국을 비롯한 연합군은 프랑스를 침공해 1814년 3월 말 파리를 함락시켰다. 연합국은 1814년 4월 엘바섬에 나폴레옹을 유폐시키고 부르봉 왕정복고를 단행한다. 그러나 나폴레옹은 1815년 2월 섬을 탈출해 프랑스에 대한 통치권을 회복했다. 연합국은 이에 맞서 제7차 대프랑스 동맹을 결성하고 1815년 6월 워털루 전투에서 승리한다. 이후 나폴레옹은 세인트헬레나섬으로 유배를 간다.
나폴레옹 전쟁 이후 비엔나 회의가 개최되어 유럽의 국경은 새로 그려졌다. 이 전쟁을 통해 대영제국은 팍스 브리타니카를 통해 세계 최강대국으로 발돋움하게 되었다. 라틴 아메리카에서는 스페인 제국에 맞서 라틴 아메리카 독립 전쟁이 발발했다. 또한 민족주의와 자유주의가 전세계로 확장되었고, 이는 추후 독일과 이탈리아의 통일, 그리고 그리스의 독립에 영향을 주게 되었다. 군사학적인 측면에서도 전쟁을 수행할 당시 급진적으로 새로운 전술과 전투방식이 도입되게 되었다.

## 배경
프랑스 혁명으로 탄생한 프랑스 공화국 정부와 공화제에 반대하는 오스트리아 · 프로이센 · 영국 · 러시아 · 프랑스 왕당파 등 사이에서 프랑스 혁명 전쟁이 벌어졌다. 프랑스 혁명 전쟁은 오스트리아의 프랑스 혁명에 대한 간섭을 계기로 프랑스 혁명 정부(지롱드파 내각)가 오스트리아에게 선전 포고(1792년 4월 20일 )를 함으로써 시작되어, 프랑스 북부와 동부 · 네덜란드 · 벨기에 · 북부 이탈리아 · 이집트 · 일부 식민지 등이 주요 전쟁터가 되었다. 오스트리아-프로이센의 공격은 1792년 9월 20일 발미에서 중단되지만(→발미 전투), 1793년 혁명의 좌경화(루이 16세의 처형)와 혁명군의 오스트리아령 네덜란드(현, 벨기에) 침투에 따라 1793년에는 영국 · 오스트리아 · 프로이센 · 스페인 등을 중심으로 제1차 대프랑스 동맹이 결성되어, 국내의 반란과 함께 프랑스는 위기에 빠졌다. 하지만 프랑스는 혁명의 열기에 의해 초래된 국가적인 전쟁에 참가, 국가 총동원 체제의 정비와 사단 편성의 도입을 비롯한 군사 혁신을 단행함으로써 반격을 가하였고 모든 정치적 · 경제적 · 군사적 역량을 동원하여 일련의 전투에서 승리를 거둔다.
1796년 제1차 이탈리아 원정에서 프랑스 총재정부는 라인 방면에 2개 군, 북이탈리아 방면에 1개 군을 배치해 오스트리아를 포위 공략하는 작전을 시도했다. 1796년 10월 17일 프랑스와 오스트리아가 체결한 캄포포르미오 조약에 의해 일단, 오스트리아가 전쟁에서 탈퇴했고, 이로써 제1차 대프랑스 동맹은 붕괴되었다. 1798년, 제2차 대프랑스 동맹이 결성되어, 오스트리아가 다시 참전하자 프랑스는 다시 열세에 처하게 된다. 이러한 상황 아래, 이집트 원정에서 귀환한 나폴레옹이 최고 권력을 장악했다. 보나파르트의 반격으로 오스트리아는 1801년의 뤼네빌 조약으로 다시 강화하였고, 홀로 전쟁을 수행하던 영국도 1802년 3월 25일 아미앵 조약에 응했다. 이것으로 프랑스 혁명 전쟁은 끝이 나게 되었다. 전쟁에서 승리한 프랑스는 혁명 정부의 국제적 승인과 대폭적인 영토 확장을 이루었다.
이후 평화는 1년 동안 지속되었다. 그러나 프랑스에 의해 유럽시장에서 영국제품의 판매금지와 조약위반행위 등으로 인해 다시 영국과 프랑스간의 대립이 심화되면서 1803년 5월 16일 영국은 아미앵 조약을 파기하고 프랑스에 선전포고를 하였다. 전쟁의 목적은 프랑스의 구체제 회복에서 나폴레옹의 타도로 변하게 되었다. 또한 3월 21일 나폴레옹에 대한 쿠데타 계획에 참여했다는 것만으로 프랑스 왕족 앙갱 공이 처형당한 일이 벌어져 유럽 여러 나라의 비판을 받으면서 프랑스와의 전쟁에 박차를 가하게 되었다. 1804년 5월 28일 나폴레옹은 제정을 선포했다. 12월 2일 대관식을 거행하고, 프랑스 황제 나폴레옹 1세가 되었다.

## 진행 과정

### 제3차 대프랑스 동맹
1805년 나폴레옹은 영국 상륙을 계획하고, 도버해협에 인접한 브르타뉴에 18만의 병력을 집결시켰다. 이에 대해 영국은 오스트리아 제국 · 러시아 제국 등을 끌어들여 제3차 대프랑스 동맹을 결성했다. 전투는 라이베리히가 이끄는 오스트리아군 7만이 바이에른에 침공을 하면서 시작되었다. 프랑스군은 8월 하순에 브르타뉴를 출발해 9월 25일부터 10월 20일까지 벌어진 《울름 전투》에서 오스트리아군을 포위하여 항복시켰다. 나폴레옹은 비엔나에 입성하였으나, 러시아 황제 알렉산드르 1세와 쿠투조프가 이끄는 러시아군이 오스트리아군 잔존부대와 합류하여 결전을 도발하고 있었다. 나폴레옹의 즉위 1주년이었던 12월 2일, 러시아 제국 · 오스트리아 제국과 맞붙은 아우스터리츠 전투에서 나폴레옹은 우세한 적에 대해 - 후에 예술이라고 평가받은 - 지휘와 배치를 발휘하여 완승을 거두었다.
한편 해전은 프랑스의 패배로 끝났다. 피에르 빌뇌브 제독이 이끄는 프랑스-스페인 연합함대는 넬슨이 이끄는 영국함대에게 포착되어 10월 21일 트라팔가르 해전에서 괴멸 당했다. 다만 이 해전은 곧바로 대륙에 있던 나폴레옹의 패권에는 영향을 주지 못했다. 12월 26일 오스트리아는 프레스부르크 조약을 체결하고 프랑스에게 굴복했다.
다음해 나폴레옹은 형 조제프를 나폴리 왕, 동생 루이를 네덜란드 왕에 즉위시키고, 7월에는 독일의 서남쪽 여러 연합체를 합쳐 친 나폴레옹의 라인 동맹을 만들었다. 신성 로마 제국의 프란츠 2세는 퇴위하고, 오스트리아 황제 프란츠 1세를 칭하게 되었다.

### 제4차 대프랑스 동맹
프로이센은 중립적 입장을 지키고 있었으나, 라인 동맹의 성립으로 인해 나폴레옹의 패권이 중부 독일에까지 미치게 되자, 1806년 7월 영국, 러시아, 스웨덴 등과 더불어 제4차 대프랑스 동맹을 결성하고, 10월 9일 프랑스에 선전포고를 하였다. 그러나 10월 14일 예나-아우어슈테트 전투에서 프로이센군은 괴멸적인 타격을 입었다.
예나에서 프랑스군 주력이 프로이센군 후위부대를 격파하고, 아우어슈타트에서 프로이센군 주력이 2배의 병력을 갖추고, 다부 군단에게 공격을 가했으나 격퇴 당했다. 프랑스군은 추격에 나섰고, 10월 27일 베를린에 입성하였다.
11월 21일 나폴레옹은 베를린에서 대륙봉쇄령(《베를린 칙령》)을 발표했다. 이것은 산업 혁명이 발흥하고 있던 영국과 유럽대륙 여러 나라와의 교역을 금지시켜, 영국을 경제적으로 고립시키려는 의도였다. 그러나 오히려 교역 상대를 잃어버린 유럽 여러 나라측이 경제에 큰 타격을 입는 결과를 낳았다. 프랑스군은 프로이센 국왕 프리드리히 빌헬름 3세를 추적하여 동프로이센으로 향했다.
프랑스군과 프로이센을 구원하러 온 러시아군 사이에 아일라우 전투(1807년 2월 7일~8일)가 벌어졌다. 눈바람속의 전투는 양군 모두 적지 않은 사상자가 속출했고, 결판은 나지 않았다. 그 후 프랑스군은 체제를 정비하고, 6월 14일 프리틀란트 전투에서 러시아군을 포착하여 격멸시켰다.
그 결과, 프랑스 제국과 러시아 제국 간에(7월 7일) 및 프랑스 제국과 프로이센 왕국 간에(7월 9일) 각각 틸지트 조약이 체결되었다. 폴란드 분할(1772, 1793, 1795)로 인해 독립을 상실한 폴란드는 프랑스의 도움으로 옛 영토의 일부를 되찾아 바르샤바 공국(1807~15)으로 되살아났다. 러시아는 대륙봉쇄령에 참가했다. 프로이센은 엘베강 서쪽의 영토를 잃고 거액의 배상금을 지불해야 했다. 프로이센의 옛 영지는 베스트팔렌 왕국이 설치(1805)되고, 나폴레옹의 동생 제롬 보나파르트가 왕위에 올랐다. 한편 굴욕적인 패배를 겪은 프로이센은 철학자 피히테가 〈독일국민에게 고한다〉라는 강연을 시작하고, 또 게르하르트 폰 샤른호르스트와 아우구스트 나이트하르트 폰 그나이제나우에 의해 군제개혁이 실시되었다.
1807년 10월 나폴레옹과 러시아 황제 알렉산드르 1세는 에르푸르트에서 회담을 갖고, 스웨덴을 대륙봉쇄령에 참가시키기 위해 러시아가 압력을 가하는 일을 맡는 것을 재확인시켰다. 이것으로 인해 제2차 러시아-스웨덴 전쟁(1808년~1809년)이 발발하였고, 여기서 패배한 스웨덴은 파리 조약(1810)을 맺어 핀란드를 러시아에게 할양할 것과 더불어 대륙봉쇄령에 참가했다. 그 후 스웨덴 국왕 칼 13세는 나폴레옹 휘하의 베르나도트를 양자로 맞이하였다. 그가 곧 스웨덴의 왕위를 계승(1818)한 칼 14세 요한이다. 나폴레옹은 북유럽에 신뢰할 수 있는 동맹국을 얻게 되었다고 생각했으나, 베르나도트는 훗날 배신하고, 스웨덴을 대프랑스 동맹에 참가하게 하였다.

### 진흙탕 싸움(이베리아반도 전쟁)
스페인은 프랑스와 동맹하여 트라팔가르 해전(1805) 및 포르투갈 침공(1807)에도 함께 싸웠으나, 국내에서는 국왕 카를로스 4세와 그의 아들 페르난도 7세가 대립하였다.
1808년 나폴레옹은 두 사람을 유폐시키고, 대신 자신의 형 조제프 보나파르트 - 그는 이미 나폴레옹에 의해 1806년부터 나폴리와 시칠리아의 국왕에 임명된 상태였다 - 를 왕위에 올렸다. 이에 반발한 민중은 5월 2일 마드리드에서 봉기했다. 이 반란은 삽시간에 스페인 전역으로 확산되었다. 반란을 지원하기 위해 영국은 웰즐리(후에 웰링턴 공작)의 부대를 파견하였다. 11월 나폴레옹은 직접 20만 대군을 이끌고 스페인을 침공해 1809년 1월까지 영국군을 몰아낸 후, 전후 처리를 술트 원수에게 맡기고 귀환했다. 그러나 그 뒤에도 스페인 측은 게릴라전과 영국의 지원을 받으며 완강한 저항을 계속했다. 이 반도(半島) 전쟁은 진흙탕 전쟁으로 변하고, 프랑스는 대군을 몰아넣었으나 최종적으로 패배했다.

### 제5차 대프랑스 동맹
나폴레옹이 스페인에서 고전하는 것을 목격한 오스트리아는 영국과 제5차 대프랑스 동맹을 결성했다.(1809년 4월) 1809년 4월 9일 카를 대공이 이끄는 오스트리아군은 친(親)프랑스인 바이에른 왕국에 침공을 개시했다. 이에 대해 나폴레옹은 신속히 대응하여 에크뮐 전투(1809년 4월 21~22일)에서 오스트리아군을 격파했다. 나폴레옹은 5월 13일 비엔나로 입성했다. 오스트리아군 주력은 도나우강 북쪽으로 후퇴했다.
프랑스군은 비엔나 근교에서 도나우강을 도하하려 했으나, 오스트리아군의 방해로 인해 가교가 여기저기 파괴되어, 절반쯤 건너갈 때 공격을 받았다. 이 아스페른-에슬링 전투(5월 20~21일)는 나폴레옹 자신의 지휘에 의한 최초의 패배였다. 그 후 프랑스군은 바그람 전투(7월 5~6일)에서 오스트리아군에 승리했다. 10월 14일 프랑스는 오스트리아와 쇤브룬 조약을 체결하고, 영토할양과 거액의 배상금을 얻어냈다.
1810년 나폴레옹은 황후 조제핀과 후사를 낳지 못했다는 이유로 이별하고, 4월 2일 오스트리아 황녀 마리 루이즈와 재혼했다. 1811년 3월 20일 왕자 나폴레옹 2세가 탄생하여 로마 왕이 되었다. 프랑스 혁명 이후 점차 프랑스에 예속되어 오던 교황령은 프랑스에 완전히 병합되어(1808) 로마 교황 비오 7세는 유폐되었다. 이것으로 나폴레옹의 패권은 네덜란드 · 함부르크 · 로마 등을 병합하여 프랑스 제국의 기타, 지배하의 이탈리아 왕국, 형 조제프가 왕위로 있던 스페인, 동생 제롬이 왕위에 있던 베스트팔렌 왕국, 의동생 뮈라가 왕위에 있던 나폴리 왕국, 종속적인 동맹국 스위스 · 라인동맹 · 바르샤바 공국, 그리고 대등동맹국의 덴마크 왕국에 미쳐, 나폴레옹 절정기라고 평하게 되었다.

### 러시아 원정과 몰락

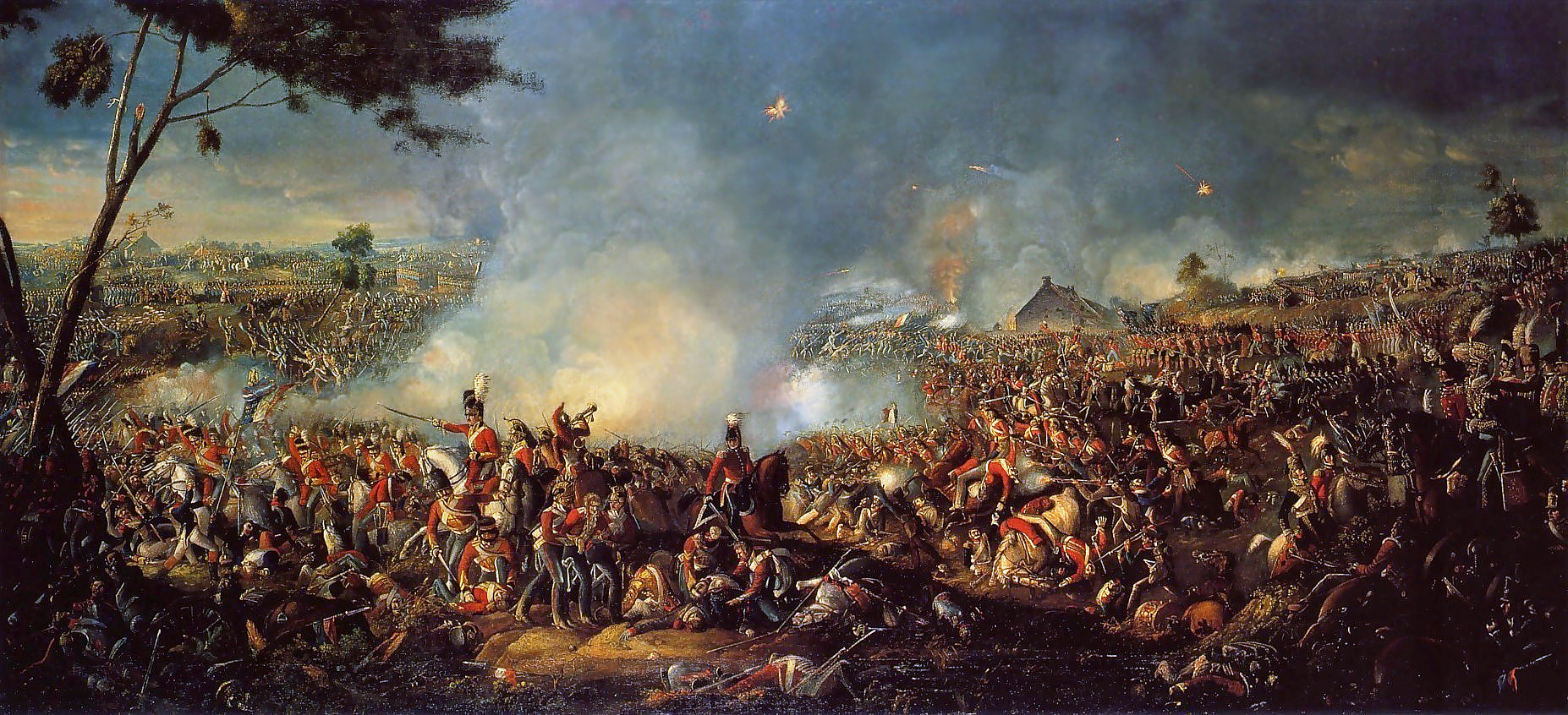
워털루 전투

나폴레옹은 영국을 철저하게 굴복시키기 위하여 1806년 대륙봉쇄령을 내려 유럽 국가로 하여금 영국과의 모든 교역을 일제히 금지시켰다. 그러나 영국과의 무역에 의해 경제를 유지하던 러시아는 이 명령으로 생존권에 영향을 받자 대륙봉쇄령을 어기고 만다.(1810)
이것은 1812년 나폴레옹이 60만 대군을 이끌고 러시아를 공격하게 될 빌미를 제공하게 되었다. 퇴각하면서 러시아군은 도시와 곡식에 불을 질러, 프랑스군이 손대지 못하게 하고 깊숙이 달아났다. 식량은 얻지 못하였으나 러시아군과 싸우지 않은 프랑스군은 예상대로 쉽사리 모스크바를 점령하였다. 그는 모스크바를 점령하기만 하면 러시아가 항복할 것이라고 예상하였으나 러시아는 항전할 뜻을 굽히지 않았다. 그러다가 러시아에서 겨울을 지낼 준비를 하지 않았던 프랑스군은 결국 퇴각하지 않을 수 없었다. 이 순간을 기다린 러시아군은 철수하는 프랑스군의 뒤를 쫓아 공격하여 궤멸시켰다.
프랑스의 대패를 목격한 유럽 각국은 일제히 반 나폴레옹의 기치를 내걸었다. 처음으로 움직인 것이 프로이센이었으며, 주변 나라들에게 호소하여 제6차 대프랑스 동맹을 결성(1813년 2월)하였다. 이 동맹에는 베르나도트의 스웨덴도 참가하였다.(1813년 8월) 러시아 원정으로 수십만의 군사를 잃은 나폴레옹은 강제적으로 청년들을 징집하였다. 1813년 봄, 변변찮은 군대로도 나폴레옹은 프로이센 · 오스트리아 · 러시아 · 스웨덴 등 동맹군과의 전투에서 승리를 거둔 후 휴전을 하였다. 메테르니히와의 평화교섭이 불발된 후, 라이프치히 전투(1813년 10월 16~19일)에서는 동맹군에게 포위공격 당하여 대패한 후, 프랑스로 도망갔다.
1814년에 정세는 한층 더 악화되어 프랑스 북동쪽에서는 슈바르트베르크와 게프하르트 레베레히트 폰 블뤼허의 연합군 25만이, 북서쪽에서는 베르나도트 장군의 16만이, 남쪽에서는 웰즈 리 장군의 10만 대군이 프랑스 국경으로 진격하여 대포위망을 구축하였다. 이에 반해 나폴레옹은 불과 7만의 군세로 절망적인 싸움을 할 수 밖에 없었다. 3월 31일에는 제국의 수도 파리가 함락된다. 나폴레옹은 종전을 목적으로 퇴위를 하겠다고 했지만, 배신한 마르몽 원수 등에 의해 무조건 퇴위를 강요당하여, 결국 1814년 4월 16일 퐁텐블로 조약을 체결한 뒤 지중해의 작은 섬인 엘바섬으로 추방되었다.

## 결과
나폴레옹이 실각한 후, 빈 회의가 열려 전후 유럽을 어떻게 재편해야 할지를 각국 정상들이 의논을 하였지만, 각국의 이해관계가 얽혀 있었기 때문에 회의는 좀처럼 제대로 진행되지 않았다. 게다가 프랑스 왕으로 즉위한 루이 18세의 시대착오적인 통치에 대해 민중은 점차 불만을 품기 시작했다.
1815년 나폴레옹은 엘바섬을 탈출하여 파리로 돌아오고 나서 복위하는 데 성공한다. 나폴레옹은 자유주의적인 새로운 헌법을 발표하여 자신에게 비판적인 세력과의 타협을 시도했다. 그리고 연합국에게도 강화를 제안했지만 거부당하여 결국 또다시 전쟁을 하게 되었다. 초반에는 승세를 거두었으나 워털루 전투(1815년 6월 18일)에서 영국과 프로이센 등의 연합 공격으로 완패하여 백일천하는 끝났다. 나폴레옹은 다시 퇴위되어 미국으로의 망명도 시도했지만 항구 봉쇄로 단념하였고, 최종적으로 영국 군함에 투항하였다. 영국 정부는 아서 웰즐리 장군의 제안을 받아들여 나폴레옹을 남대서양의 한가운데에 있는 세인트헬레나에 유폐시켰다.

## 각국에 미친 영향

### 영국

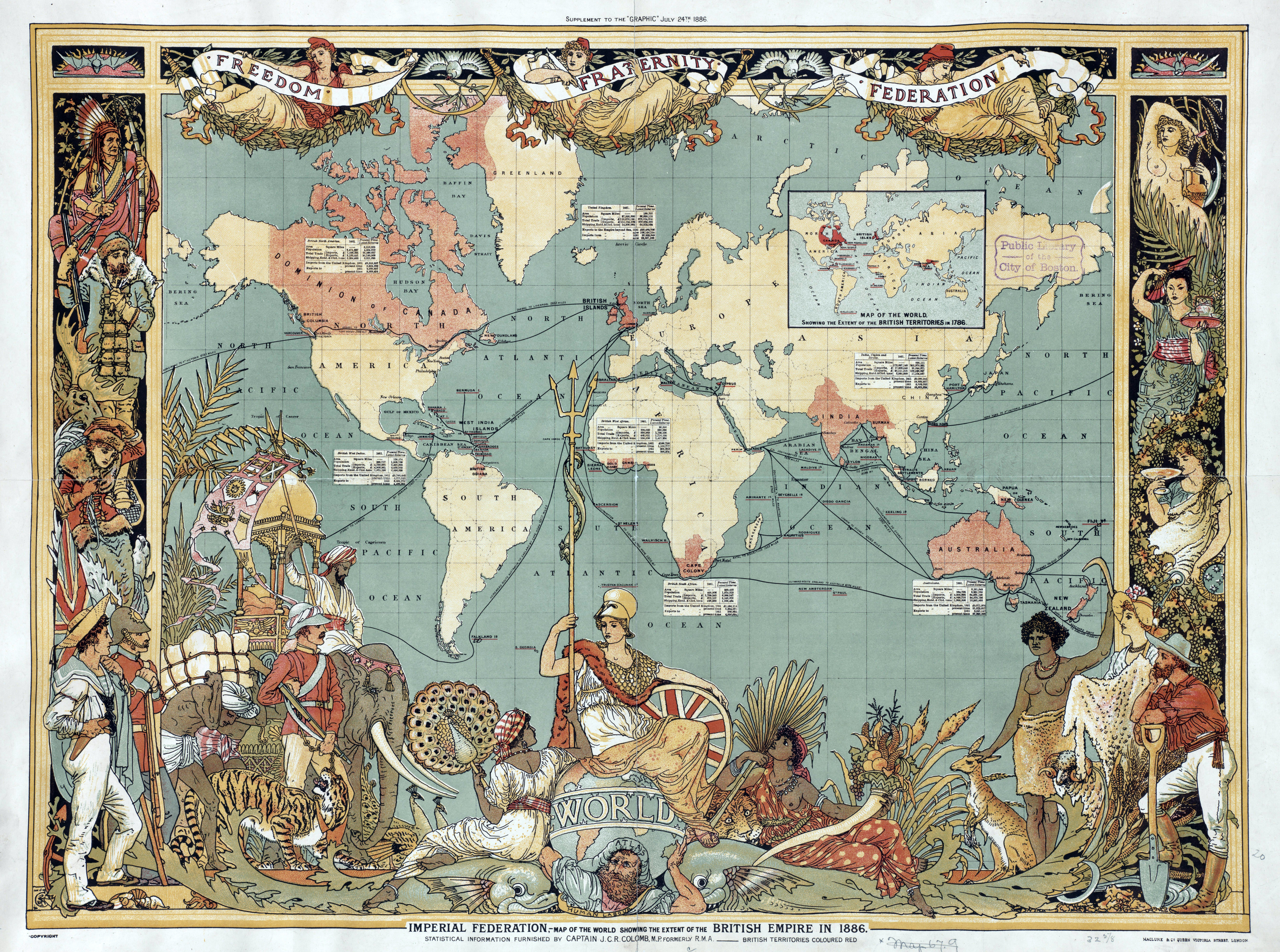
영국이 점령한 식민지들.

영국은 나폴레옹 전쟁 기간 동안 대프랑스 동맹의 구축에 지속적으로 참여하여, 결정적으로 나폴레옹 전쟁의 승전국이 되었다. 이 기간 동안 프랑스 중심의 연합 함대를 격파함으로써 유럽의 해양강국 중 한 곳으로 발돋움하게 되었으며, 식민지를 확보할 수 있는 기회를 얻었다. 이에 따라 영국에게 있어서 나폴레옹 전쟁은 영국이 승리를 위해 자신의 자본과 자원을 투자할 수 있는 기회였던 것이다. 프랑스 항구를 해군으로 봉쇄한 후, 트라팔가르 해전에서 대승을 거두고 나서, 영국은 1810년 이후 자와섬, 모리셔스, 트리니다드, 세인트루시아 등을 점령했고, 실론에 대한 통치권을 확보했다. 또한 1798년 점령된 몰타 섬이 영국에게 반환되었고, 이오니아 섬도 영국에게 할양되었다. 막대한 식민지와 그곳에서 나오는 자원을 바탕으로 영국 경제는 크게 성장할 수 있었고, 명예 혁명 이후에 정치적인 안정도 보장됨에 따라 영국은 대영제국으로써의 기틀을 다질 수 있었다. 또한 이는 영국이 산업혁명의 으뜸 주자로 나서는 데도 큰 기여를 하게 된다.. 한편, 나폴레옹 전쟁 이후의 자유주의가 영국에도 영향을 끼쳐 차티스트 운동과 선거법 개정 등이 영국에서 실시되었다.

### 프로이센

1830년대의 프로이센. 이 때 프로이센은 독일 연방의 맹주였다.

프로이센은 1815년 이후 라인 동맹의 영토 중 상당한 지역을 차지하게 되었으며, 프랑스와의 전쟁으로 강력한 육군이 탄생하게 되었다. 프로이센은 1809년  프랑스의 패배 문제를 다루는 빈 회의에 참석할 권한이 있었다. 프로이센은 폴란드 분할 당시 얻었던 영토와 그 이전에 확보한 영토를 얻을 수는 없었으나, 작센 왕국의 40%, 그리고 라인란트와 베스트팔렌의 대부분을 확보할 수 있게 되었다. 이는 프로이센의 영토를 엘베강 너머로 확장시키는 계기가 되었다. 이후 신성 로마 제국을 대체한 독일 연방에서 프로이센은 맹주가 되었다. 종교적 측면에서 프로이센은 칼뱅파와 루터파, 그리고 기타 신교들을 1817년 통합하였으며, 이는 독일 종교의 결속력을 높이기 위함이었다. 이러한 내부의 움직임 속에서 1848년 혁명이 발생하자, 프로이센은 1848년 프로이센 의회를 설립한다. 프로이센은 이러한 원동력을 바탕으로 19세기 후반 유럽의 강국으로 성장하게 되었으며 독일의 통일을 주도하는 국가가 되었다. 그러나 이러한 성장 속에서 오스트리아 제국과 주도권을 두고 경쟁하기도 했으며, 덴마크와 전쟁을 벌이기도 했다.

### 러시아 제국
러시아 제국은 나폴레옹 전쟁 기간 동안 일시적으로 프랑스의 동맹국이 되었으나, 오스만 제국 및 카자르 왕조와 전쟁을 벌여 동맹을 위태롭게 하기도 했다. 카자르 왕조와의 전쟁을 통해 오늘날 다게스탄과 조지아 전체와 아제르바이잔의 대부분, 아르메니아 북부 일부분을 점령하여 옛 소련의 국경의 기반을 닦는데 성공했다. 한편, 러시아 제국은 오스만 제국과의 전쟁을 통해 오늘날의 베사라비아 지역을 점령하고 몰다비아 공국을 일시적으로 멸망시켰다. 이후 러시아 제국은 핀란드 전쟁에서 스웨덴으로부터 핀란드를 할양받았다. 이러한 전쟁들을 통해 러시아 제국은 나폴레옹 전쟁 종전 당시 유럽에서 가장 넓은 영토를 보유한 국가가 되었다. 그러나 여전히 내부적으로는 농노제를 실시하고 있었던 국가였기 때문에 여전히 전근대적인 체제가 이 나라를 지배하고 있었다. 이는 알렉산드르 2세의 농노 해방령으로 완화된다. 한편, 러시아 제국은 시베리아와 중앙아시아에서 세력을 넓혔으며, 이때부터 남하 정책을 적극적으로 추진하여 오스만 제국과 카자르 왕조, 청나라, 조선 등을 압박해오기 시작한다. 이는 영국과 프랑스를 크게 자극하는 계기가 되기도 했다.

## 군사적 변화
나폴레옹 전쟁 이전에는 유럽은 절대주의 왕국을 중심으로 용병을 고용한 군대를 보유하고 있었다. 프랑스 혁명을 거친 프랑스군은 혁명의 성과로 공화국을 방어해야 한다는 의식에 타올라 일반 국민을 중심으로 한 국민군으로 바꾸게 되었다. 프랑스는 18세기 말부터 유럽에서 러시아 다음으로 인구가 많은 나라였기 때문에 징병제도 실시에서 유리하였다. 이후 나폴레옹 전쟁의 과정에서 독일뿐만 아니라 여러 나라도 국가주의 운동이 높아지면서 전쟁 말기 각국도 국민군의 성격이 강해진다.
국민군으로 이루어진 군대의 규모는 계속 확대되었다. 이전 7년 전쟁에서는 20만 명을 넘는 군대를 보유한 나라는 거의 없었다. 한편 프랑스 혁명전쟁 중 최대일 때 프랑스 군인 수는 150만 명에 달했고, 나폴레옹 전쟁 기간 중 프랑스에서 동원된 병력만 300만 명으로 추정되었다. 이러한 동원 제도를 정비한 것은 라자르 카르노였다.
거기에 산업혁명 초기 단계에 있었기에 병기의 대량생산이 거대한 군대의 무장을 가능하게 했다. 전쟁 기간 중 영국은 최대의 무기 생산국이 되어 동맹국에 무기 제공을 실시하였다. 프랑스는 제2위의 무기 생산국이었다.
국민군의 병사들은 강한 애국심을 갖고 있고, 단결력도 있었다. 그들의 도망률은 낮았기에 산병전술에 따른 병사 자율적 판단에 의존한 전술을 사용할 수 있게 되었다. 거대화된 군대는 사단이라 불리는 1만 명 정도의 독립 행동이 가능한 작전 단위의 편성이 도입되어, 대부대의 유연한 운용이 가능하게 되었다. 이런 군제 개혁도 프랑스는 다른 유럽 국가에 비해 빨랐다.

### 군사 기술
보병의 주력 병기는 플린트록식 전장총이었다. 라이플도 사용되었지만, 당시 장전시간이 길고 탄환을 생산하는 공업기술도 낮았기 때문에 일반적이지 않았다. 보병부대는 정밀하게 겨냥하지 않고, 적을 향해 탄막 사격을 가했다.
포병은 그때까지 보병의 엄호만을 맡았기에 기동성이 낮은 부대였으나, 프랑스군은 기동성을 높여 독립된 부대로 편성하였다. 나폴레옹은 포탄의 사이즈를 표준화하여 포병 부대 간의 융통성을 쉽게 하였다.
병참은 아직 철도가 발명되지 않았기 때문에 각국의 군은 현지 조달에 의존할 수밖에 없었다. 프랑스군은 인구밀도가 높은 중앙 유럽에서 손쉽게 조달하여 높은 기동성을 발휘하였으나, 인구가 가장 희귀한 러시아나 이베리아반도에서 기동력이 둔화되었다. 원거리 사이의 통신에는 수신호 통신이 도입되고, 전쟁 기간 내내 사용되었다. 열기구를 이용한 공중정찰이 1794년 6월 26일 블류스 전투에서 처음으로 실용화되었다.

### 나폴레옹의 전술
나폴레옹은 교묘한 전략적 기동에 의해 유리한 상황을 만드는 것이 특기였다. “최고의 군대는 싸우는 부대보다는 빨리 걷는 부대이다.”라고 말한 나폴레옹의 말처럼 “황제는 우리들의 다리로 승리를 얻었다.”라는 대륙군 병사들의 말처럼 이 사상이 나타났다. 카스틸리오네 전투에서 분산해서 진격하여 2배의 병력을 가진 오스트리아군의 기선을 제압한 기동을 하여 각개격파 했다. 울름 전투에서는 적 주력의 측면에서 배후로 크게 기동하여 오스트리아군 주력을 포위해 항복으로 몰아넣었다. 전투에서는 나폴레옹은 아군 일부를 적 주력의 공격을 상대하고, 그 사이 주력을 이끌고 적의 약점을 파고드는 작전을 특기로 삼았다. 아우스터리츠 전투나 프리틀란트 전투가 그 성공의 예라고 말할 수 있다.

## 참고 및 참조 문헌
- 역사군상시리즈 제48권 《나폴레옹:전쟁편》 학연사. ISBN 4-05-601362-4

## 같이 보기
- 대프랑스 동맹
- 프랑스 혁명 전쟁
- 나폴레옹 보나파르트
- 빈 회의
- 프랑스 제2제국
- 부르봉 왕정복고